# Isla presidencial
Isla presidencial fue una serie web animada para adultos de Venezuela, creada por Juan Andrés Ravell y Oswaldo Graziani. La sátira política sigue a los jefes de Estado de América Latina y España que se encuentran varados en una isla. Las tres temporadas acumularon más de 50 millones de visitas en YouTube.
Casi todos los personajes fueron personificados por Emilio Lovera. La tercera temporada fue lanzada en NuevOn, uno de los Canales Originales de YouTube.

## Sinopsis
Varios presidentes se reunieron en la 74º Cumbre Iberoamericana, y realizan un crucero después de ella. El crucero choca contra una gran roca y todos los presidentes llegan a una isla paradisíaca desierta. Los episodios se centran en sus intentos de sobrevivir en la naturaleza o escapar de la isla. Algunos presidentes que no estaban incluidos en los primeros episodios se sumaron después, con un accidente aéreo. 

## Personajes

#### Temporada 1
- Hugo Chávez.
- Evo Morales.
- Juan Carlos I.
- José Luis Rodríguez Zapatero †
- Daniel Ortega
- Cristina Fernández de Kirchner
- Rafael Correa
- Michelle Bachelet  †
- Sebastián Piñera
- José Mujica.
- Álvaro Uribe
- Juan Manuel Santos
- Barack Obama
- Alan García †
- Luiz Inácio Lula da Silva †
- Felipe Calderón †
- Fernando Lugo †
- Manuel Zelaya †

#### Temporada 2
- Hugo Chávez †
- Nicolás Maduro
- Evo Morales
- Juan Carlos I
- Mariano Rajoy
- Daniel Ortega
- Cristina Fernández de Kirchner †
- Rafael Correa
- Sebastián Piñera
- José Mujica.
- Juan Manuel Santos
- Barack Obama
- Ollanta Humala †
- Dilma Rousseff
- Enrique Peña Nieto

#### Temporada 3
- Nicolás Maduro
- Evo Morales
- Juan Carlos I
- Mariano Rajoy
- Daniel Ortega
- Rafael Correa
- José Mujica.
- Juan Manuel Santos
- Barack Obama
- Dilma Rousseff
- Enrique Peña Nieto

## Recepción e impacto
Hugo Chávez mencionó un episodio de la serie a Evo Morales en 2011ː «¡Tienes que ver este programa, Evo!», dijo riéndose, «¡Suenan igual que nosotros!».
El presidente venezolano Nicolás Maduro declaróː «¿Vieron Isla presidencial? Muy mal lograda, no es la cara mía ni los bigotes ni la voz. Además, me ponen muy bruto, yo no soy tan bruto así. Y muy gordo».